# Orthetrum rubens
Orthetrum rubens – gatunek ważki z rodziny ważkowatych (Libellulidae). Jest endemitem Południowej Afryki, spotykanym jedynie w Prowincji Przylądkowej Zachodniej.
Imago lata od listopada do końca stycznia. Długość ciała 39–40 mm. Długość tylnego skrzydła 29–31 mm.